# Donji Hrastovac
Donji Hrastovac – wieś w Chorwacji, w żupanii sisacko-moslawińskiej, w gminie Sunja. W 2011 roku liczyła 217 mieszkańców.